# Морський салат
Морський салат (Ulva lactuca) — вид зелених водоростей роду ульва (Ulva), родини ульвові (Ulvaceae).

## Опис
Загальна довжина складає до 30—40 см. Слань досить м'яка, з лопатевим складчастим краєм, часто розірваним. Пластина широколінійна, ланцетоподібної або округлої форми з отворами. Підошва дуже маленька, стеблинка відсутня. Має яскраво—або світло—зеленого забарвлення.
Це однорічна рослина. Росте в літоралі і субліторалі на каменях, скелях, раковинах на глибині до 10 м.

## Розповсюдження
Відзначена в морях Атлантичного океану (Північне, Балтійське, Середземне, Чорне), іноді зустрічається на півночі Тихого (біля берегів Японії та Китаю).

## Господарське значення
Водорість багата вітамінами В і С. Використовується як приправа до різних страв.